# En la alcoba del sultán
En la alcoba del sultán és una pel·lícula hispano-francesa de comèdia dramàtica de 2024, escrita i dirigida per Javier Rebollo. És protagonitzada per Félix Moati i Pilar López de Ayala. Es va estrenar en el Festival Cinespaña de Tolosa el 7 d'octubre de 2024, i després es va estrenar en cinemes espanyols el 15 de novembre de 2024, amb distribució de Sideral Cinema.

## Trama
En 1901, l'aventurer i operador dels germans Lumière, Gabriel Veyre (Félix Moati), desembarca al País de Nour amb un contracte de tres mesos per a introduir al Venerable Sultà en els misteris del cinematògraf.

## Repartiment
- Félix Moati com a Gabriel Veyre
- Pilar López de Ayala
- Ilíes Kadri
- Jan Budar
- Farouk Saïdi

## Producció
La idea d'En la alcoba del sultán va néixer quan Javier Rebollo va conèixer a Philippe Jacquier, un hereu de Gabriel Veyre, qui li va proporcionar accés als arxius de Veyre. Originalment, el rodatge de la pel·lícula va començar a la ciutat de Fes al Marroc, on la pel·lícula havia estat escrita; no obstant això, les autoritats locals de la ciutat van cancel·lar el rodatge als tres dies, pel fet que no permetien fer allí una ficció sobre un sultà marroquí, i l'equip va rodar en el seu lloc a Tunis. El rodatge de la pel·lícula va concloure al juliol de 2023. Encara que es desconeix el pressupost complet de la cinta, aquesta va rebre 160.017 euros procedents de les ajudes generals del ICAA..

## Llançament i màrqueting
En la alcoba del sultán es va estrenar al Festival de Cinema d'Espanya de Tolosa de Llenguadoc el 7 d’octubre de 2024. A l'agost de 2024, es va anunciar que la pel·lícula tindria la seva estrena a Espanya en la Seminci. El 22 d'octubre de 2024, Sideral Cinema va llançar el tràiler de la pel·lícula i va programar la seva estrena en cinemes espanyols per al 15 de novembre de 2024.

## Recepció
Elsa Fernández-Santos d' El País va considerar que la pel·lícula era "una raresa delicada i estimulant dins del panorama cinematogràfic espanyol"..
Rubén Romero Santos de Cinemanía va puntuar la pel·lícula amb 4 sobre 5 estrelles, declarant el retorn de Rebollo "una celebració de l'alegria de narrar històries, en qualsevol format i en qualsevol situació".
Eulàlia Iglesias de Fotogramas va valorar la pel·lícula amb 3 sobre 5 estrelles, destacant la recuperació per al cinema de López de Ayala com el millor de la pel·lícula.

## Reconeixements
| Any  | Premi            | Categoria                          | Nominat                            | Resultat | Ref    |
| ---- | ---------------- | ---------------------------------- | ---------------------------------- | -------- | ------ |
| 2025 | XII Premis Feroz | Premi Especial 'Arrebato' (Ficció) | Premi Especial 'Arrebato' (Ficció) | Pendent  | [ 11 ] |